# Wiehlenarius
Wiehlenarius is een geslacht van spinnen uit de familie hangmatspinnen (Linyphiidae).

## Soorten
De volgende soorten zijn bij het geslacht ingedeeld:
- Wiehlenarius boreus Eskov, 1990
- Wiehlenarius tirolensis (Schenkel, 1939)